# Кизильник киноварно-красный
Кизильник киноварно-красный (лат. Cotoneaster cinnabarinus) — вид деревянистых растений рода Кизильник (Cotoneaster) семейства Розовые (Rosaceae).

## Ботаническое описание
Листопадный кустарник 0,5—1 м высотой или прижатый к земле стланник, с многочисленными, распростёртыми, восходящими или почти прямыми ветвями. Листья простые, очерёдные, цельнокрайные, округлые, широкояйцевидные, широкоэллиптические или продолговатояйцевидные, 1,5—5 (5,5) см длиной, 1—3,5 (3,8) см шириной; черешок 3—5 мм длиной.
Цветки одиночные или собраны по 2—3. Цветоносы 10—20 мм длиной. Цветки колокольчатые, 3—5 мм длиной, цветоножки 2—8 мм длиной. Гипантий голый. Чашелистики короткие, по краю реснитчатые. Лепестки белые или розоватые, в 2 раза длиннее чашелистиков. Плоды шаровидные, 8 (10) мм диаметром, сначала оранжево-красные, зрелые — киноварно-красные или красные, гладкие, с 2—4 косточками.

## Охрана
Вид включён в Красную книгу России и некоторых субъектов России: республики Карелия и Коми, Мурманская область, Ненецкий и Ханты-Мансийский автономные округа.

## Синонимы
- Cotoneaster uniflorus auct. non Bunge (1830)[1]
- Cotoneaster uralensis B.Hylmö & J.Fryer (1999)[1]
- Pyrus uralensis (B.Hylmö & J.Fryer) M.F.Fay & Christenh. (2018)
- Pyrus vermilliona M.F.Fay & Christenh. (2018), nom. nov.